# Kanchinegalur, Hangal
Kanchinegalur là một làng thuộc tehsil Hangal, huyện Haveri, bang Karnataka, Ấn Độ.